# Дрейфонтейнское сражение
Дрейфонтейнское сражение или Битва у Абраамскрааля — одно из вооружённых столкновений в ходе Второй англо-бурской войны, которое произошло 26 февраля (10 марта) 1900 года на реке Моддер у села Абраамскрааль близ Дрейфонтейна в пределах бывшей Оранжевой республики.

## Предыстория
После разгрома при Пардеберге 15 (27) февраля 1900 года армии Кронье английскими войсками под началом генерала Фредерика Робертса, остатки буров, в числе 3—4 тысяч человек под командованием Христиана Де Вета отошли к востоку, вверх по реке Моддер к Поплар-Грову. Между тем Робертс, желая возможно скорее использовать свою победу, решил наступать к Блумфонтейну, надеясь взятием этого города отторгнуть Оранжевое Свободное Государство от союза с Трансваалем и вообще ускорить развязку кампании. 23 февраля (7 марта) 1900 года английская армия возобновила наступление, выступив из Осфонтейна несколькими колоннами вдоль реки Моддер, и в тот же день, после боя у Поплар-Грова, вынудила войска Де Вета отойти дальше на восток к населённому пункту Абраамскрааль. 
Упадок духа у буров был настолько велик, что из бывших у Поплар-Грова 4-х тысяч человек осталось теперь не более тысячи, из которых лишь 400 человек (Иоганесбургской полиции) имель хоть какую-то военную подготовку. Де Вет решил оказать сопротивление наступлению англичан и занял у Абраамскрааля следующее расположение: Иоганесбургская полиция, сотня европейских волонтеров, 2 орудия и 2 пулемета заняли холмы у реки; южнее их, на равнине, расположились 200 человек буров, левый участок позиции — высоты у Дрейфонтейна, заняли 300 человек буров с тремя пушками. Протяжение всей позиции — около восьми километров. 
Англичане продолжали 26 февраля (10 марта) 1900 года наступление тремя колоннами: левая (генерал-майора Джона Френча, 6 пехотная дивизия, кавалерийская бригада и ездящая пехота) вдоль левого берега реки на Абраамскрааль, откуда должна была свернуть к юго-востоку на Вентерс-Валлей (примерно 30 км к юго-западу от Блумфонтейна); средняя (генерала Робертса, 9 пехотная дивизия, гвардия, кавалерийская бригада и корпусные войска) — прямо на Вентерс-Валлей; и правая (7 пехотная дивизия, кавалерийская бригада и ездящая пехота) — на Петрусбург, а далее тоже на Вентерс-Валлей, где все колонны должны были позднее соединиться. 

## Битва
Колонны выступили в назначенное им время; когда левая колонна подходила в 9 часов утра к Абраамскраалю, от конницы, шедшей впереди на 2—3 километра, было получено сведение о нахождении неприятеля на холмах, лежавших на пути наступления. После произведенной генералом Т. Келли-Кенни разведки, было решено обойти левый фланг противника, причём о нахождении буров у Дрейфонтейна ничего не было известно. В виду этого два батальона с шестью орудиями (полки Оксфордский и Вест-Райдинг) были оставлены, в качестве бокового заслона, на высотах против холмов, на которых обнаружен неприятель, а остальные войска 6-й дивизии продолжили движение к юго-востоку, на Дрейфонтейн. Однако, при этом движении, хорошо заметном для буров, англичане попали под сильный огонь неприятеля как с северных, так и с южных высот. В виду этого, 6-я дивизия выдвинула свою артиллерию и до половины первого дня на северном участке поля сражения дело ограничилось артиллерийским огнем. 
В это время, часть неприятельских войск перешла с северных на южные холмы, усилив южный участок позиции. Английская конница левой колонны направилась в обход правого фланга буров, по берегу реки, но, оттеснив передовые части неприятеля, отошла назад и двинулась затем к Дрейфонтейну, где присоединилась к кавалерии средней колонны, подошедшей сюда в час дня. Руководство действиями собравшейся здесь кавалерийской дивизии принял на себя генерал Френч, предпринявший с ней обход левого фланга буров. Обход удался, но не завершился ударом по врагу. 
Между тем, в 14:30, когда обозначилось движение кавалерии, 5 батальонов с 12 артиллерийскими орудиями остановившейся дивизии Келли-Кенни, возобновили наступление к юго-востоку и скоро сбили передовые части неприятеля, занимавшего южную группу холмов. Буры оказали англичанам упорное сопротивление, при чём три их орудия нанесли значительный урон английской колонне. Робертс, присутствовавший на поле сражения, как только обнаружился обход кавалерии, приказал Келли-Кенни атаковать высоты у Дрейфонтейна. В боевую линию было назначено 3 батальона, остальные — в резерве. Британской пехоте удалось овладеть позицией буров только после трех атак, связанных с большими потерями. Буры отступили и мелкими партиями стали отходить в направлении к Блюмфонтейну. Пехота средней английской колонны подошла к полю сражения к 14 часам, но в бою участия не принимала. . 
Потери англичан убитыми и ранеными — 421 человек; потери буров — 350 человек. 
После этого сражения путь к столице Оранжевой республики был открыт, и Робертс уже на следующий день продолжил наступление, окончившееся взятием Блумфонтейна 29 февраля (13 марта) 1900 года.